# DVSC-Korvex Debreczyn
DVSC-Korvex Debreczyn – klub piłki ręcznej kobiet z Węgier, powstały w 1948 roku z siedzibą w Debreczynie. Klub występuje w rozgrywkach Nemzeti Bajnokság I.

## Sukcesy
- Mistrzostwo Węgier:
  -  1995, 1987
  -  1985, 1989, 1990, 1994, 1995, 1996, 2010
  -  1986, 1991, 1993, 2009
- Puchar Węgier:
  -  1985, 1987, 1989, 1990, 1991
- Puchar EHF:
  -  1995, 1996
  -  1994, 1986